# Teal·lita
La teal·lita és un mineral de la classe dels sulfurs. Fou descoberta el 1904 a la mina Santa Rosa de Bolívia. El seu nom fou posat en honor de Jethro Justinian Harris Teall (1849-1924), director del Servei geològic de la Gran Bretanya i Irlanda.

## Característiques
La teal·lita és un mineral de plom, estany i sofre. Químicament és un sulfur de fórmula química (Pb,Sn)SnS₂, de color negre grisós. A més dels elements de la seva fórmula, sol portar com a impuresa ferro. La seva duresa a l'escala de Mohs es troba entre 1,5 i 2, i la seva densitat és de 6,36 a 6,567 g/cm³. Cristal·litza en el sistema ortoròmbic. Forma una sèrie de solució sòlida amb la herzenbergita (SnS), en la qual la substitució gradual del plom per més estany va donant els diferents minerals de la sèrie. És extret a les mines com mena del plom i estany. Un gran nombre d'espècimens en col·leccions etiquetades com a teal·lites, especialment els de la mina San José, a Oruro, són realment franckeïta.
Segons la classificació de Nickel-Strunz, la teal·lita pertany a «02.CD - Sulfurs metàl·lics, M:S = 1:1 (i similars), amb Sn, Pb, Hg, etc.» juntament amb els següents minerals: herzenbergita, alabandita, altaïta, clausthalita, galena, niningerita, oldhamita, keilita, cinabri i hipercinabri.

## Formació i jaciments
És un mineral de formació secundària hidrotermal en filons d'estany, de vegades formant importants acumulacions. Sol trobar-se associada a altres minerals com: cassiterita, estannita, franckeïta, cilindrita, galena, esfalerita, wurtzita o pirita.